# Rolls-Royce Silver Spirit
Rolls-Royce Silver Spirit – samochód osobowy klasy ultraluksusowej produkowany brytyjską przez markę Rolls-Royce w latach 1980 – 1998.

## Historia i opis modelu

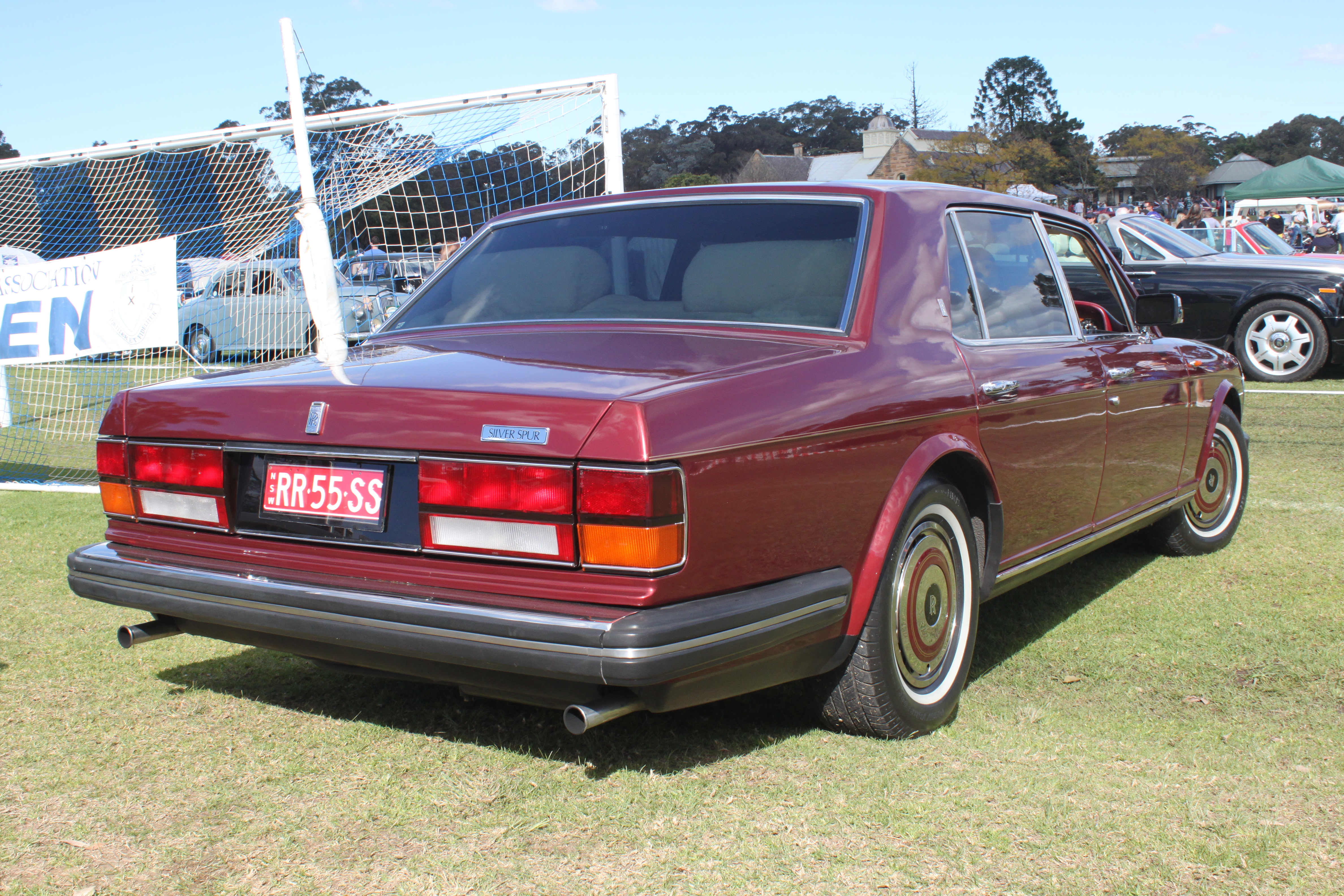
Rolls-Royce Silver Spirit - tył

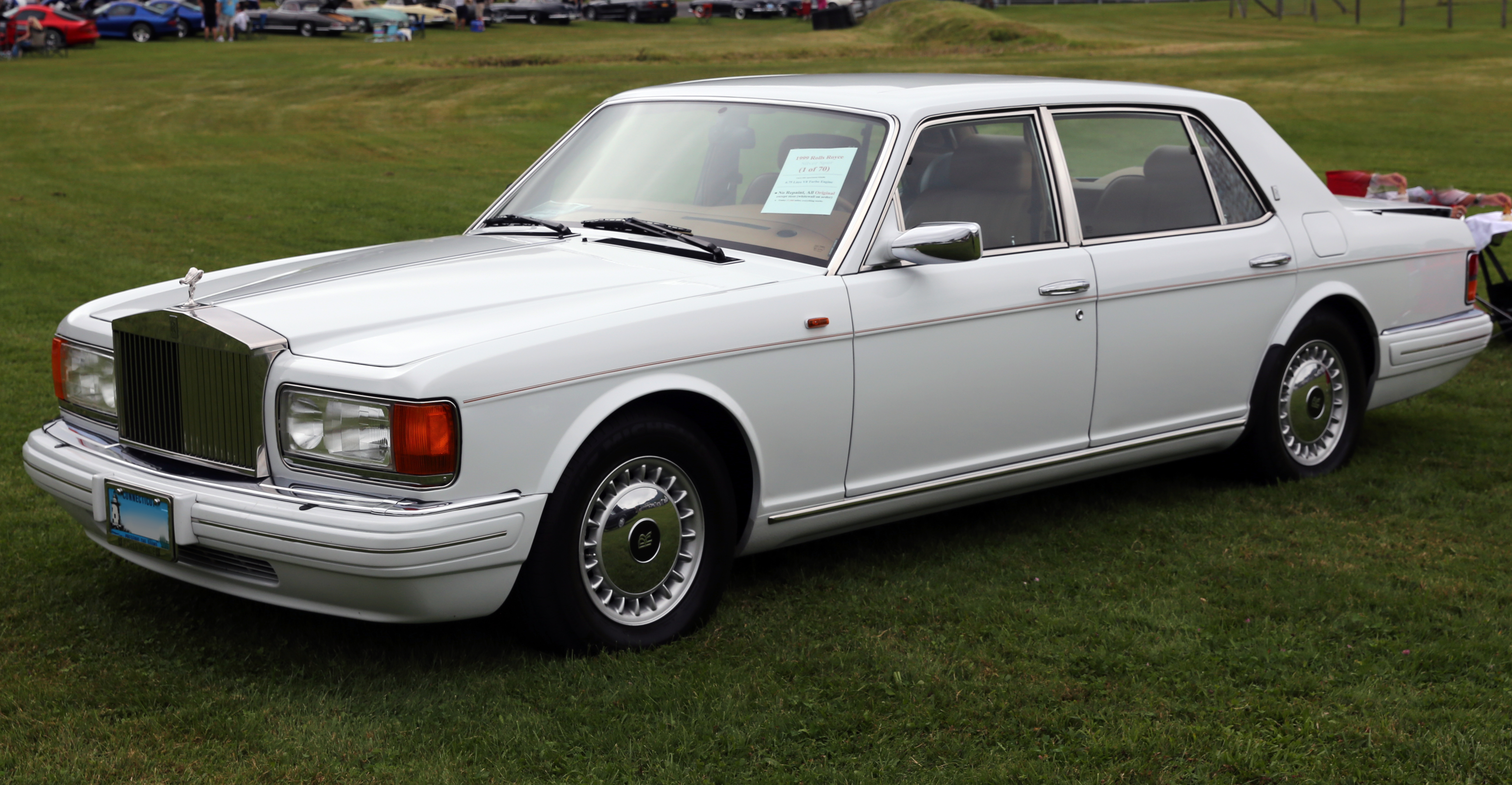
Rolls-Royce Silver Spur

Dostępny jako 4-drzwiowy sedan. Następca modelu Silver Shadow. Do napędu użyto silnika V8 o pojemności 6,75 l. Moc przenoszona była na oś tylną poprzez 4-biegową automatyczną skrzynię biegów. Samochód został zastąpiony przez model Silver Seraph.

### Dane techniczne
| Wersja               | Silnik:                          | Układ zasilania: | Śr. × skok tłoka:    | St. sprężania: | Moc maks:                            | Maks. moment obrotowy      |
| -------------------- | -------------------------------- | ---------------- | -------------------- | -------------- | ------------------------------------ | -------------------------- |
| '92 Silver Spirit II | V8 6,75 l (6750 cm³), OHV        | wtrysk           | 104,10 mm × 99,10 mm | 8,0:1          | 218 KM (160,3 kW) przy 4200 obr./min | 440 N•m przy 1450 obr./min |
| '96 Silver Spur      | V8 6,75 l (6750 cm³), OHV, turbo | wtrysk           | 104,10 mm × 99,10 mm | b/d            | 304 KM (223,7 kW)                    | b/d                        |

### Osiągi
| Model                | Przyspieszenie 0-100 km/h: | Prędkość maksymalna: |
| -------------------- | -------------------------- | -------------------- |
| '92 Silver Spirit II | 10,0 s                     | 205 km/h             |
| '96 Silver Spur      | 7,9 s                      | 225 km/h             |